# 埃尔戈耶纳
埃尔戈耶纳（西班牙語：Ergoyena）是西班牙纳瓦拉的一个市镇。总面积42平方公里，总人口440人（2001年），人口密度10人/平方公里。